# Amancio Amaro
Amancio Amaro (Amancio Amaro Varela, mera känd som bara Amancio), född 16 oktober 1939 i A Coruña i Galicien, död 21 februari 2023 i Madrid, var en spansk professionell fotbollsspelare. Han representerade spanska landslaget mellan 1962 och 1974 där han spelade 42 landskamper och gjorde 11 mål. Mellan 1962 och 1976 spelade han 344 ligamatcher för Real Madrid och gjorde på dessa 119 mål.